# Định lý cơ sở (đại số tuyến tính)

## Phát biểu
Mọi không gian vector đều có một cơ sở. Nghĩa là, tồn tại một tập hợp các vector độc lập tuyến tính sao cho mọi vector trong không gian này đều có thể được biểu thị như là một tổ hợp tuyến tính của các vector trong tập họp này

## Phân tích
- Một cơ sở có thể hiểu như là một bộ các "nguyên tử" mà từ đó người ta có thể dụng lên thành không gian.
- Một không gian (vector) có thể có nhiều cơ sở nhưng lực lượng của các cơ sở này là bằng nhau.